# Staatsbauschule München

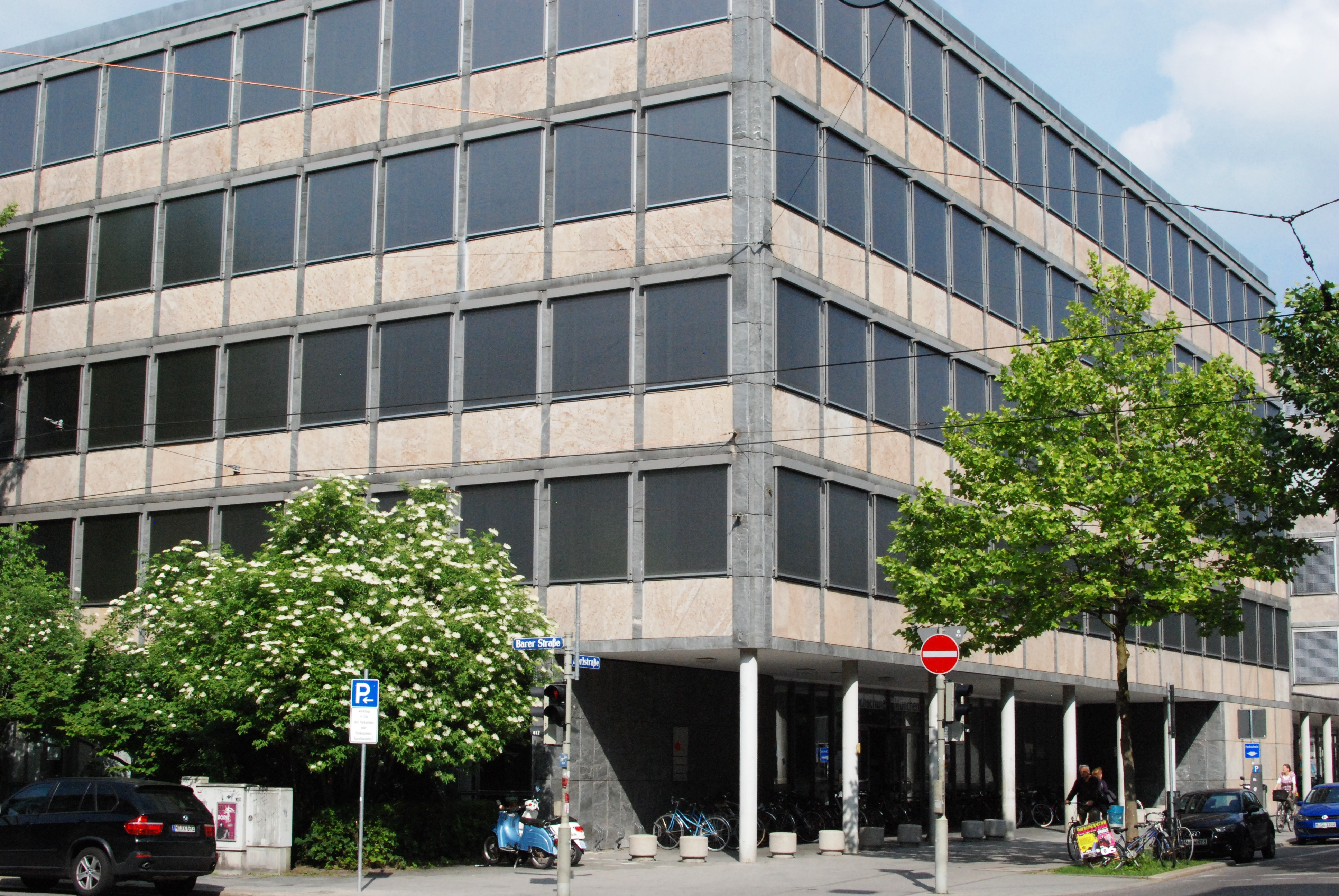
Staatsbauschule München an der Kreuzung Karlstraße/Barer Straße

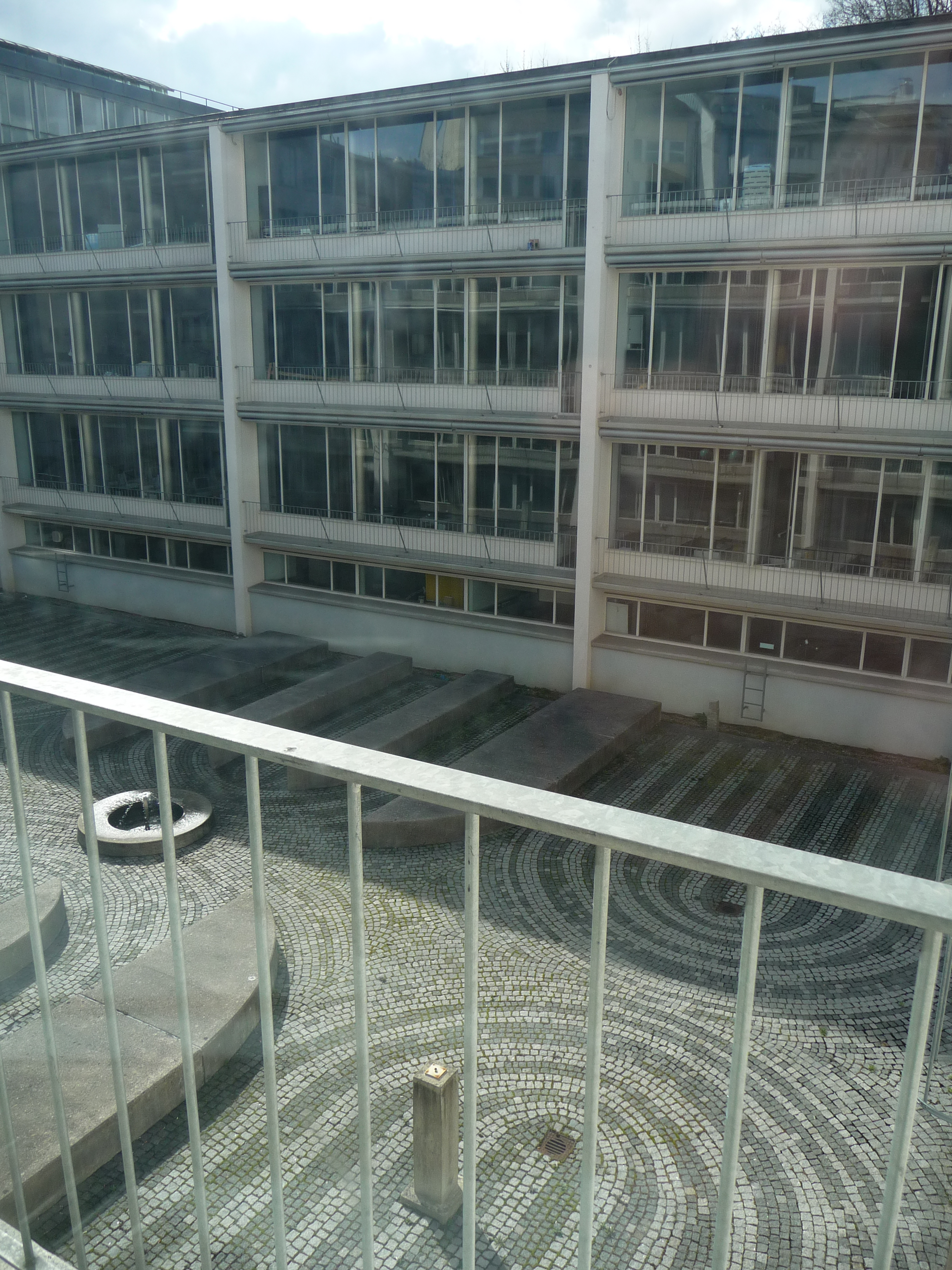
Innenhof der Hochschule München, Campus Karlstraße

Staatsbauschule München war ab 1918 die Bezeichnung für die bisherige Königliche Baugewerksschule, eine praxisorientierte Studieneinrichtung für das Bauwesen in München. 1971 gehörte sie zu den sieben Gründungsanstalten der Fachhochschule München.
Der von 1954 bis 1957 für die Staatsbauschule errichtete und bis heute nach ihr bezeichnete Gebäudekomplex u. a. von Architekt Franz Ruf ist heute ein Baudenkmal.

## Geschichte
Der Name Staatsbauschule München kam im Dezember 1918 auf, als die bisherige Königliche Bauschule, die 1821 den Unterricht aufgenommen und seit 1823 unter der Bezeichnung Königliche Baugewerkschule existiert hatte, 1909 in die Staatliche Bauschule München überging und ihren Namen im Zuge der Revolution in Bayern in Staatsbauschule änderte. Institutionell handelte es sich um dieselbe Anstalt.
Emil Schweighart, seit 1910 Lehrer an der Münchner Bauschule, wurde 1925 zum Direktor ernannt. Ab 1932 war die offizielle Bezeichnung „Höhere technische Staatslehranstalt für Hoch- und Tiefbau in München“.
Noch vor der Machtübernahme griffen die Nationalsozialisten die Leitung der Staatsbauschule massiv an. Obwohl kein Anhänger des Nationalsozialismus, nahm Schweighart daher gegen Ende der Weimarer Republik eine duldende Haltung gegenüber nationalsozialistisch agitierenden Studierenden ein. Am 13. September 1937 wurde der Direktor Schweighart in den Ruhestand versetzt.
1938 wurde das NSDAP-Parteimitglied Albrecht Michel Leiter der Staatsbauschule. Trotz seiner verhältnismäßig geringen Berufserfahrung in der Lehre und seinem vergleichsweise jungen Alter bot ihm das Bayerische Kultusministerium den Direktorenposten an. 1941 erfolgte der Aufbau einer eigenständigen Staatsbauschule für Wasserwirtschaft und Kulturtechnik in München. Sie war im selben Gebäudekomplex untergebracht. Am 12. Juli 1944 wurde das Gebäude der Staatsbauschule an der Gabelsbergerstraße 57 durch mehrere Spreng- und Brandbomben getroffen und durch einen zwei Tage währenden Brand vollständig zerstört.
1946 wurde Max Stiehle, der während der NS-Zeit politisch verfolgt worden war, Direktor der Staatsbauschule. Im Oktober 1946 erfolgte die offizielle Angliederung der Staatsbauschule an das Städtische Polytechnikum. Bereits am 29. September 1947 wurde die Staatsbauschule wieder selbstständig.
1954 übernahm Gustav Albert die Leitung der Staatsbauschule, die er selbst 1922 absolviert hatte. Während des Krieges war er unter Albert Speer in Berlin als Experte für Naturstein führend tätig gewesen. Das neue Gebäude der Staatsbauschule wurde 1957 eingeweiht.
1971 gehörte die Staatsbauschule München zu den sieben Gründungsanstalten der Fachhochschule München.

## Gebäude
Das Gebäude für die Staatsbauschule an der Karlstraße/Barer Straße in der Münchner Maxvorstadt wurde  in den Jahren 1954 bis 1957 nach Plänen der Architekten Franz Ruf (der Bruder von Sep Ruf), Adolf Peter Seifert und Rolf ter Haerst errichtet und wird bis heute nach ihr bezeichnet. 1968 bis 1970 erfolgte eine Erweiterung.
Das Haus der Bayerischen Geschichte würdigt die Architektur des heute denkmalgeschützten Bauwerks  als musterhaft für die Wiederaufbauphase nach dem Zweiten Weltkrieg:

„Fein gegliederte Mauerflächen neben verputzten Fensterflächen und verschiedene Werkstoffe beleben den Rasterbau. Die Frontverkleidung des Verwaltungsbaus mit Natursteinplatten gibt ihm mit seinen weißen Fenstern eine noble Flächenwirkung, ohne die Körperlichkeit des großen Kubus zu stören.“

Im Juni 2012 wurde bekannt, dass der Freistaat Bayern die Verlegung der Lehreinrichtungen und den Verkauf des Grundstücks plant, was den Abriss des Bauwerks bedeuten könnte.

## Sitz von drei Fakultäten der Hochschule München
Im Gebäude sind heute die Fakultäten für Architektur, für Bauingenieurwesen und für Geoinformation der Hochschule angesiedelt, die 1.500 Studierende betreuen.

## Leiter der Staatsbauschule
- Konrad Linder, 1918–1925, bereits vorher Direktor der „Königlich Bayerischen Bauschule mit Gewerbelehrerinstitut in München“
- Emil Schweighart, 1925–1937
- Albrecht Michel, 1937–1945
- Max Stiehle, 1945–1954
- Gustav Albert,  1954–1967
- Hermann Liebl, 1967–1971[3]

## Absolventen
Bekannte Absolventen der Staatsbauschule München sind:
- Georg Apfelbeck
- Martin Gärtner
- Ludwig Gruber
- Karl Kergl
- Engelbert Knittl
- Xaver Knittl
- Peter Lanz
- Hans Maurer
- Dieter Paffrath
- Franz Ruf
- Horst Schöttler
- Peter Seifert
- Josef Schörghuber
- Otto Steidle